# إبراهيم المهداوي
إبراهيم المهداوي (مواليد 25 مارس 2002) هو لاعب كرة قدم سعودي يلعب حاليًا في نادي محايل.

## مسيرة اللاعب
لعب في الفئات السنية في نادي التسامح و انظم للفئات السنية في نادي النصر في نهاية عام 2019. و لعب بعدها مه نادي قلوة ونادي الحجاز ونادي الفاو ونادي محايل.